# Matwiej Kanikowski
Matwiej Giennadijewicz Kanikowski (ros. Матвей Геннадиевич Каниковский; ur. 11 listopada 2001) – rosyjski judoka.
Złoty medalista mistrzostw świata w 2025. Mistrz Europy w 2024 i trzeci w 2023. Trzeci na MŚ juniorów w 2021. Pierwszy na mistrzostwach kraju w 2022 roku.